# Pecséthenger

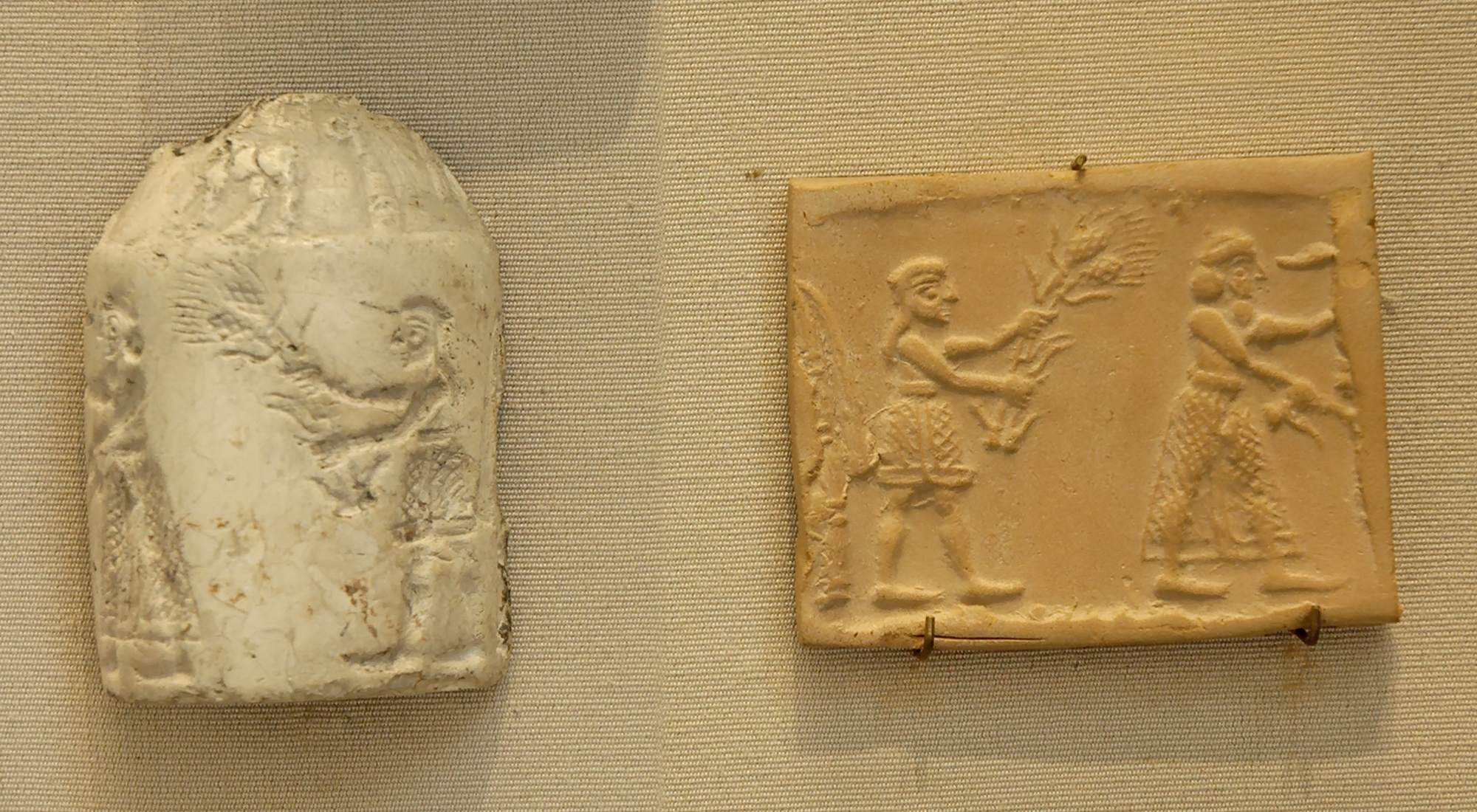
Uruk-kori pecséthenger és lenyomata, kb. i. e. 3100 (Louvre)

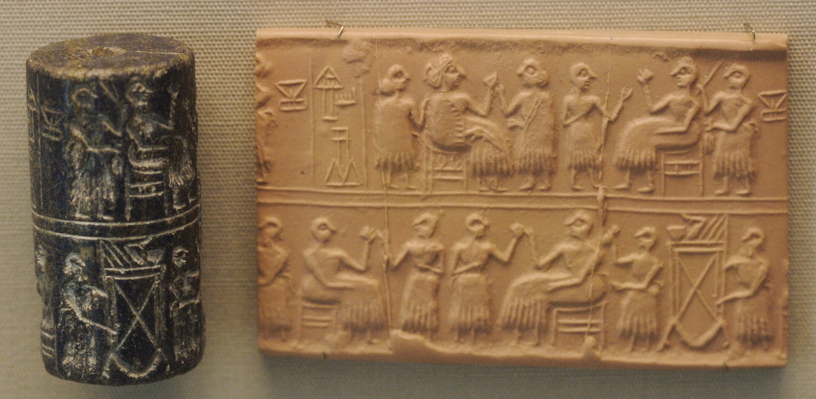
Subat királynő (I. uri dinasztia) sírjában talált, i. e. 2600 körüli pecséthenger, és mai lenyomata
Felirata: 𒅤𒀜 𒎏 - Pu_{3}-abi_{(AD)} Nin - Subat királynő.

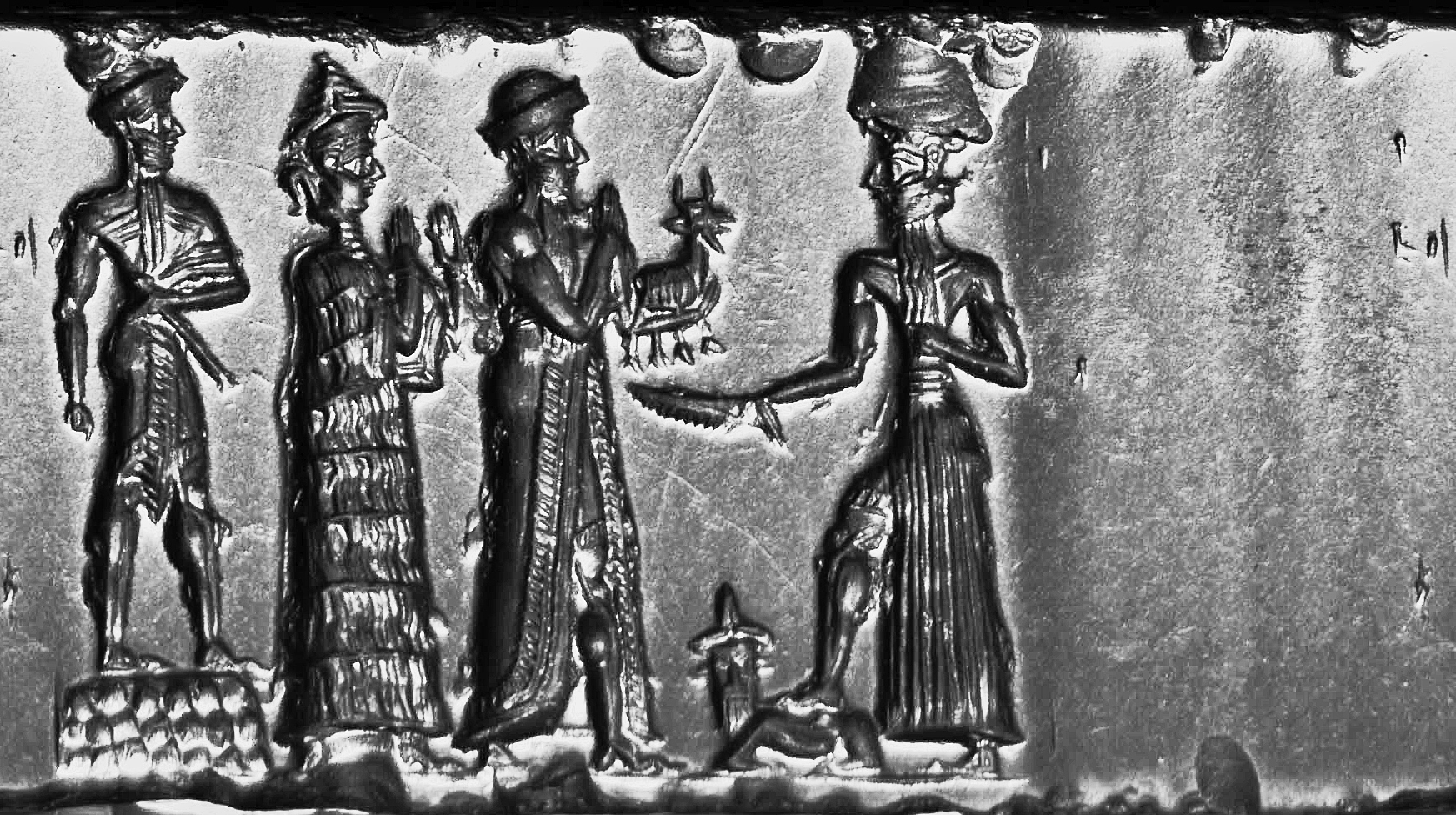
Óbabiloni, hematitból készült, i. e. 1800 körüli pecséthenger, a kameraképe a lenyomathoz hasonló látványt mutatja

A pecséthenger az ókorban használt, körülbelül 2-3 cm széles, 1-1,5 cm átmérőjű, henger formájú tárgy, melynek felületére képi ábrázolást vagy írások karaktereit, avagy mindkettőt vésték.  Az oldalukon megfaragott pecséthengerekkel lenyomatot készítettek kétdimenziós felületre, úgy, hogy azt meghengergették, általában nedves, puha agyagba, és így előtűnt a rajta lévő ábra, ill. írott szöveg. Egyes források szerint először Elő-Ázsiában i. e. 3500 körül, a dél-mezopotámiai Urukban kezdték használni, majd valamivel később a mai Irán dél-nyugati részén fekvő Szúzában a proto-elámi korban, más források a legkorábbi pecséthengereket a Halaf-kultúrához kapcsolják, sokkal korábbi időkre, a késő neolitikumra (i. e. 7600-6000), az írás kialakulása előtti időkre teszik. A puha agyagba, az egy kis csíkon előállt lenyomatokat a pecsét sérülésének veszélye nélkül lehetett elkészíteni.
Ezek az apró tárgyak művészi alkotásként is jelentősek, melyeken az ábrázolások egyes részletei szabad szemmel szinte alig láthatók. Meglehetősen nagy számban maradtak fenn, különösen Babilonból és a korábbi óasszír korszakból. A pecséthengereket ma a múzeumokban gyakran a modern lenyomataikkal együtt mutatják be.

## Anyaguk
Maguk a hengerformák jellemzően keménykőből készültek, némelyik valamilyen vésett drágakő volt. Sokféle anyagot, például hematitot, obszidiánt, zsírkövet, ametisztet, lapis lazulit és karneolt is felhasználtak pecséthengerek készítéséhez, de üveget vagy kerámiát is, mint az egyiptomi fajansz.  Mivel a hordalékos mezopotámiai térségben a faragáshoz megfelelő kőzet kevés volt, a korai hengerekhez szükséges nagy köveket valószínűleg Iránból hozhatták be. A legtöbb pecséthengernél a hengertest közepén lyuk fut át, valószínűleg nyakláncon hordták őket, hogy szükség esetén mindig rendelkezésre álljanak.

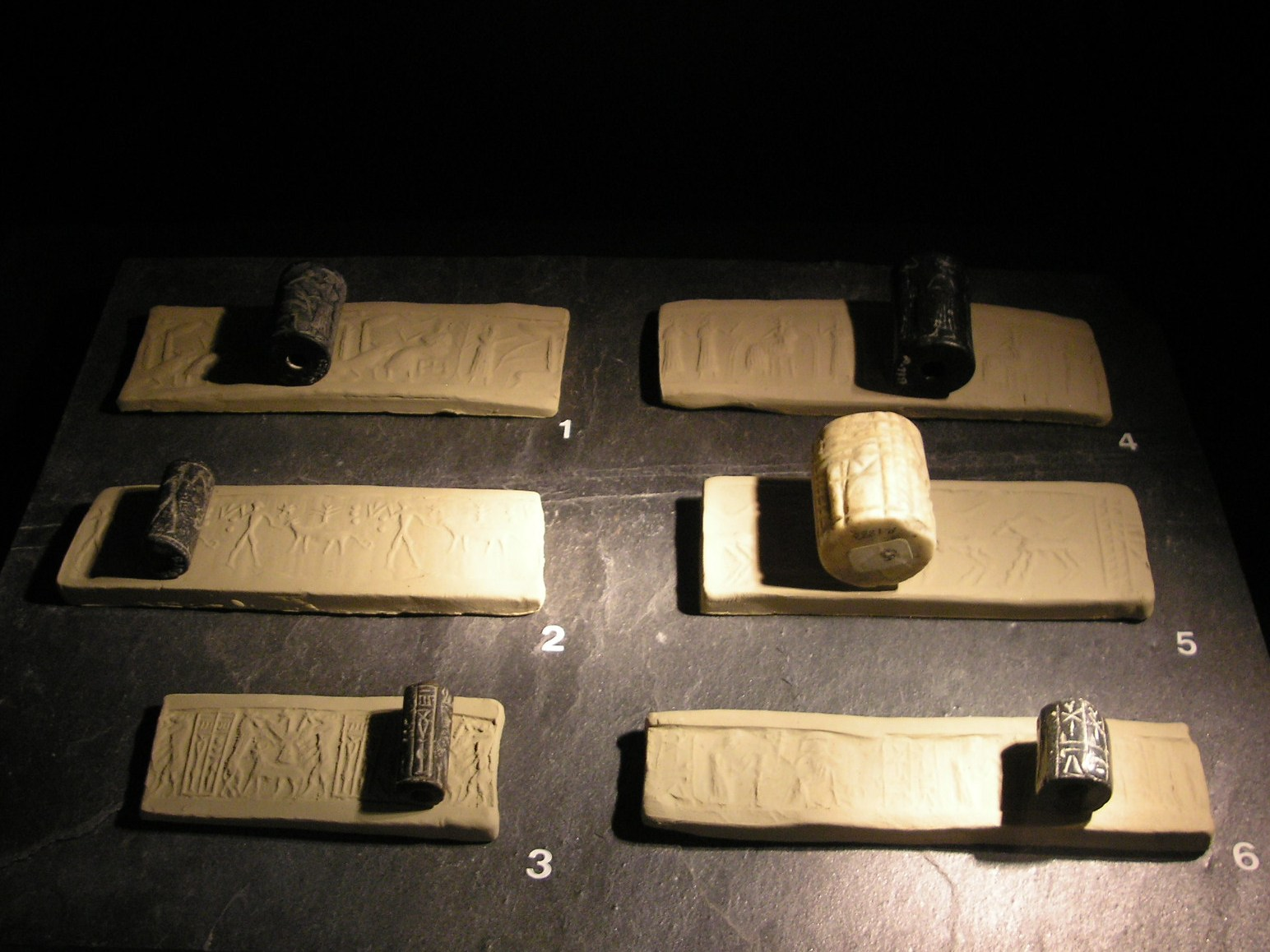
Különböző nagyságú, mezopotámiai pecséthengerek és modern lenyomataik, kb. i. e. 3000 és i. e. 2000 közötti időkből

## Használatuk
A pecséthengerek sokféle kontextusba hozhatók. Pecséthenger-lenyomatok adminisztrációs eszközként, aláírási formaként vagy az árut ellenőrző eszközként szolgálhattak, maguk a pecséthengerek ékszerként és mágikus amulettként is funkcionáltak. A későbbi időszakokban agyagokiratok többszöri lenyomatának hitelesítésére vagy tanúsítására is használták. 
A pecséthengeren szereplő ábrázolás a felület mélyedése által mindig a negatív képet (intaglió) adja, és ennek lenyomata, vagyis a pozitív jelenik meg a bőrkeménységű agyagtárgyon (lásd a fenti fotók). Viszont néhány mezoamerikai pecséthengerrel – olmék régészeti lelőhelyről, a mai Mexikó Tabasco állama területéről származó – a felületének kidomborodó részein festékanyaggal használva készíthető el a kép textílián vagy más kétdimenziós felületen.
Lenyomatuk sokféle felületen jelent meg:
- amulettek
- agyagtáblák
- ajtók
- árubálák
- szövetek
- tároló edények
- téglák

## Tematikájuk

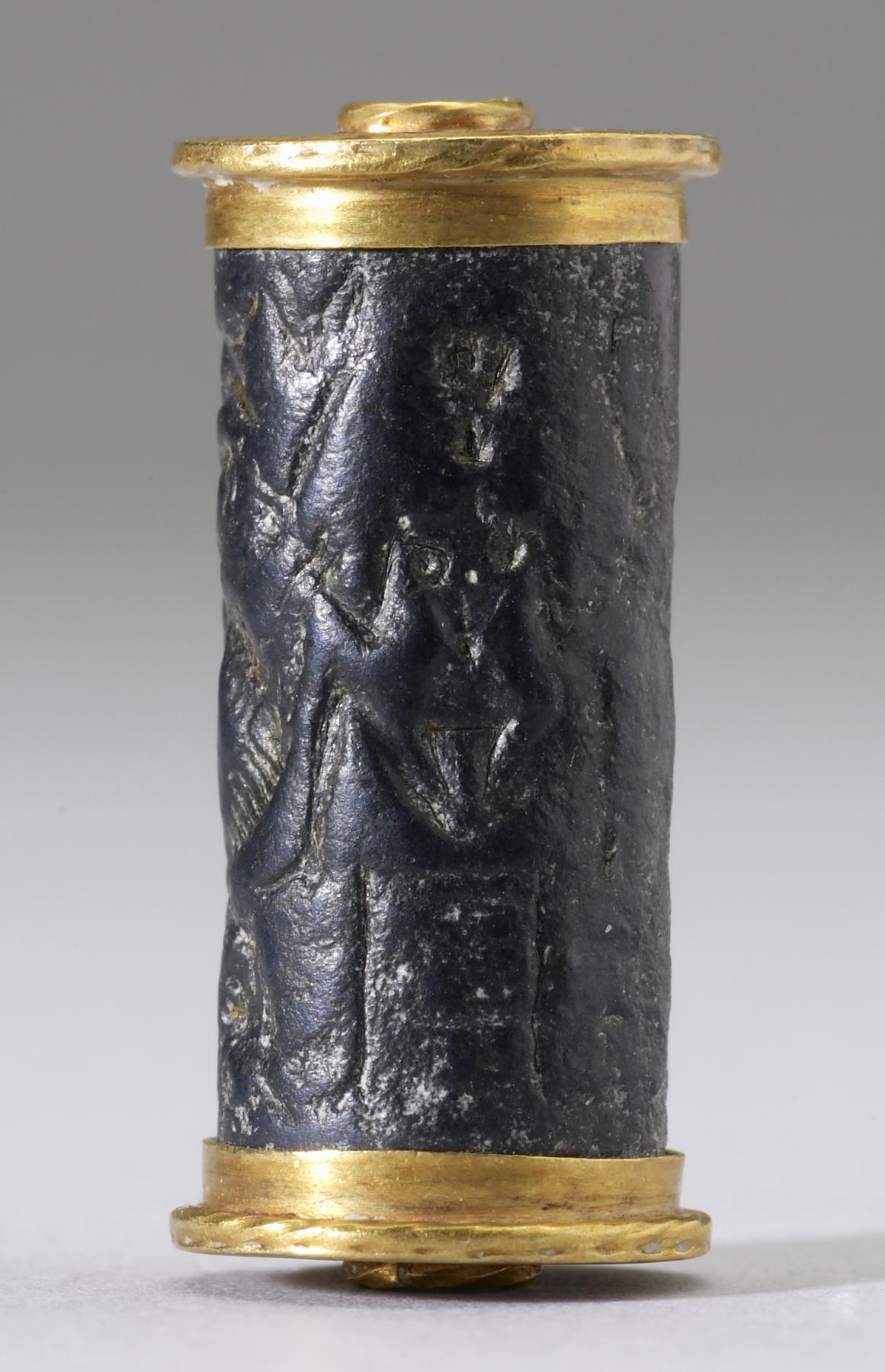
Ez a Ciprusról származó pecséthenger két meztelen női alakot ábrázol, mindegyik a termékenységet szimbolizáló virágot tart a kezében

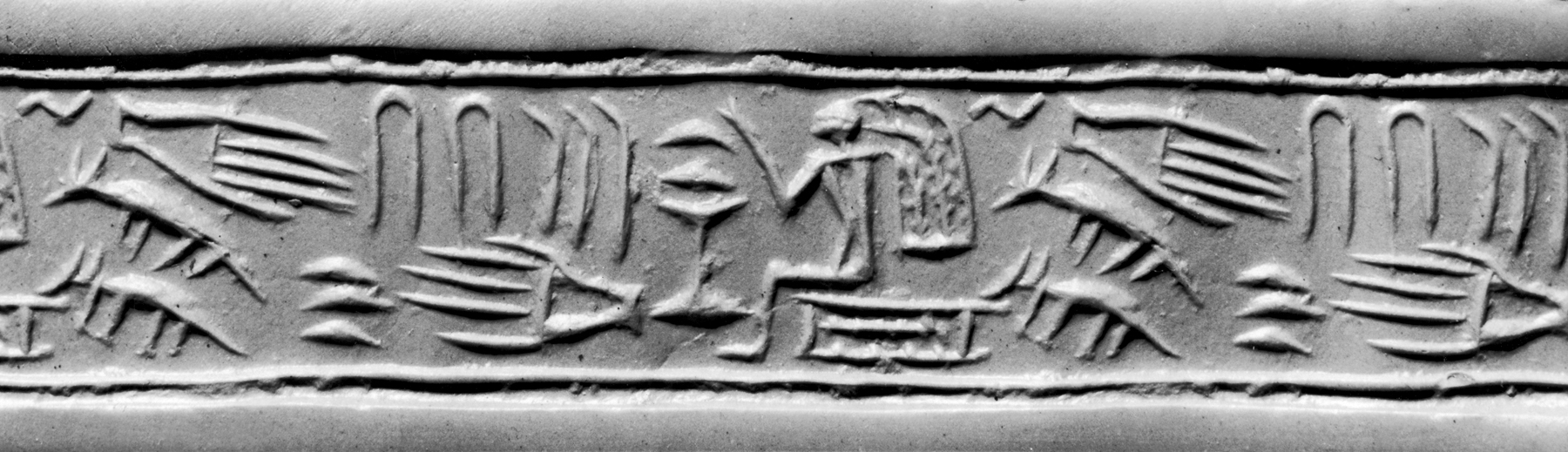
Egy egyiptomi, i. e. 3100-2900 körüli pecséthenger modern lenyomata (Walters Art Museum, Baltimore)

A pecséthengerek egy személyhez, egy tisztséghez, egy beosztáshoz vagy éppen egy istenséghez is kapcsolódhattak. A sírokban és más olyan helyeken, ahol értékes tárgyak, például arany, ezüst, gyöngyök és drágakövek találhatók, a régészeti leletek között gyakran pecséthengereket is találtak.
Az ábrázolt képek többnyire tematikusak voltak, gyakran társadalmi vagy vallási jellegűek, a társadalom elképzeléseit képi és szöveges formában mutatták be. Például a perzsa I. Dáriust ábrázoló híres pecséthengeren kihúzott íjával egy feldühödött oroszlánra irányítja két nyílvesszőjét, miközben a szekerének lova egy elpusztult oroszlánt tapos. A többosztatú ábrázoláson a jelenetet két pálmafa foglalja keretbe, ékírásos szöveg áll, legfölül pedig a zoroasztrizmus fő istenségét, Ahura Mazdát szimbolizáló Faravahar látható.

## Kategóriái
Többféleképp csoportosíthatják, történhet tematikájuk szerint, koruk vagy az adott kultúra szerint:
- akkád pecséthengerek
- asszír pecséthengerek
- ciprusi pecséthengerek
- egyiptomi pecséthengerek
- hettita pecséthengerek
- kasszita pecséthengerek
- mitanni pecséthengerek
- óbabiloni pecséthengerek
- perzsa pecséthengerek
- proto-elámi pecséthengerek
- sumer pecséthengerek
- szíriai pecséthengerek